# Paramyxoviridae
Paramyxoviridae è una famiglia di virus pleomorfi, appartenenti all'ordine Mononegavirales, in possesso di un genoma ad RNA a singolo filamento negativo avvolto da una membrana lipoproteica. Appartengono a questa famiglia, fra gli altri, i virus parainfluenzali, il virus della parotite, il virus del morbillo e il virus respiratorio sinciziale umano.

## Proprietà del virus

### Morfologia

Struttura di Henipavirus, della famiglia Paramyxoviridae

I Paramyxoviridae hanno genomi costituiti da RNA a singolo filamento con peso molecolare 4-8 x 106 Dalton. L'RNA virale costituisce solo l'1% della particella infettiva ed è associato a una nucleoproteina N la quale permette di formare nucleocapsidi resistenti alle RNAsi. Al microscopio elettronico si osserva un nucleocapside a simmetria elicoidale con uno spessore di circa 18 nm e lunghezza fino a circa 1 μm. La particella virale possiede un rivestimento lipidico, sensibile all'etere, in cui sono inserite glicoproteine virali. Alcuni generi di Paramyxoviridae possono contenere una RNA polimerasi.

### Proprietà biologiche
L'entrata del nucleocapside nella cellula ospite prevede la fusione delle due membrane, la virale e la cellulare. La trascrizione procede dalla sequenza 3'-terminale dell'RNA. Come tutti i virus con genoma a RNA a singolo filamento negativo, l'RNA virale non può legarsi direttamente ai ribosomi della cellula infettata, ma deve prima essere trascritto in molecole di antigenoma complementare (cRNA) ad opera della RNA-polimerasi associata al virione.

## Tassonomia
Fino al 2016 la famiglia era divisa i due sottofamiglie: Paramyxovirinae e Pneumovirinae. In quell'anno Pneumovirinae fu elevato al rango di famiglia prendendo il nome di Pneumoviridae. A seguito di analisi di filogenetica molecolare, nel 2018 i generi Avulavirus e Rubulavirus, appartenenti a Paramyxovirinae, furono elevati al livello di sottofamiglia all'interno di Paramyxoviridae, costituendo dunque i nuovi taxa Avulavirinae e Rubulavirinae, e al contempo Paramyxovirinae fu ribattezzato Orthoparamyxovirinae; fu creata inoltre una nuova sottofamiglia, Metaparamyxovirinae, contenente solo un genere monospecifico.
La famiglia è così suddivisa:
- Sottofamiglia Avulavirinae
  - Metaavulavirus
  - Orthoavulavirus
  - Paravulavirus
- Sottofamiglia Metaparamyxovirinae
  - Synodonvirus
- Sottofamiglia Orthoparamyxovirinae
  - Aquaparamyxovirus
  - Ferlavirus
  - Henipavirus
  - Respirovirus
  - Jeilongvirus
  - Morbillivirus
  - Narmoviurs
  - Salemvirus
- Sottofamiglia Rubulavirinae
  - Orthorubulavirus
  - Pararubulavirus

Cui si aggiungono i seguenti generi incertae sedis, non assegnati ad alcuna sottofamiglia.
- Cynoglossusvirus
- Hoplichthysvirus
- Scoliodonvirus